# Ганев, Стоян
Стоян Димитров Ганев (болг. Стоян Димитров Ганев; 23 июля 1955, Пазарджик — 1 июля 2013, Гринуич, Коннектикут) — болгарский политик, один из лидеров Союза демократических сил (СДС) в начале 90-х годов XX века. Вице-премьер и министр иностранных дел в правительстве Филипа Димитрова (1991—1992).

## Биография
В 1973 закончил МГ К. Величкова. Был комсомольским секретарём. Изучал право в Софийском университете. В 1985 году защитил диссертацию в МГУ им. Ломоносова и до 1989 года преподавал государственное право в Софийском университете.
С 1990 года — председатель Объединённого демократического центра, части СДС; основатель движения «Юристы за правовое государство». В 1991 году он стал заместителем председателя Совета министров и министром иностранных дел. Провёл полную декоммунизацию МИД, что сохранилось до сегодняшнего дня.
В 1992 году Стоян Ганев стал возглавлял болгарскую делегацию на 47-й сессии Генеральной Ассамблеи ООН и был избран председателем сессии. Он занимал этот пост и после падения кабинета. В июне 1993 года Конституционный суд Болгарии принял решение, что его работа на посту Председателя Генеральной Ассамблеи ООН несовместима с должностью депутата парламента и его полномочия в болгарском парламенте прекращаются. С 1996 по 2001 год Стоян Ганев работал профессором и вице-президентом в Бриджпортском университете (Бриджпорт, Коннектикут, США). С того же времени — профессор Нью-Йоркского университета.
В середине 1990-х годов отошёл от политической жизни.